# Komi (národ)
Komi neboli také Zyrjané či Permjaci (kom. komi) je ugrofinský národ, žijící převážně na území Republiky Komi v Ruské federaci, v Komi-permjackém autonomním okruhu, na poloostrově Kola a na západní Sibiři. V těchto oblastech žije dohromady 293 400 Komijců. Většina mluví svým národním jazykem komi a pouze čtvrtina rusky. Píší cyrilicí.
Jejich původ se odvozuje od ugrofinských kmenů, obývajících ve středověku území mezi Ladožským jezerem a Uralem. V 14. a 15. století bylo jejich území začleněno do Ruska, začali být pod silným ruským vlivem a brzy také přijali pravoslaví. I přesto si však dodnes zachovali svůj folklór a prvky uctívání přírody.
Nejznámějšími Komijci jsou sociolog Pitirim Sorokin, básník Ivan Kuratov a tvůrce komijského národního eposu Biarmija Kallistrát Žakov.